# 7333 Bec-Borsenberger
A 7333 Bec-Borsenberger (ideiglenes jelöléssel 1987 SM4) a Naprendszer kisbolygóövében található aszteroida. Edward L. G. Bowell fedezte fel 1987. szeptember 29-én.